# Mobile Suit Gundam: Federation vs. Zeon
Mobile Suit Gundam: Federation vs. Zeon (機動戦士ガンダム 連邦vs.ジオン?, Kidō senshi Gandamu Renpō vs. Jion) è un videogioco per arcade del 2001 basato sulla serie televisiva anime Mobile Suit Gundam. Una versione aggiornata del videogioco, intitolata Mobile Suit Gundam: Federation vs. Zeon DX (機動戦士ガンダム 連邦vs.ジオンDX?, Kidō senshi Gandamu Renpō vs. Jion DX) è stata pubblicata successivamente. Entrambe le versioni sono state convertite per le console Dreamcast e PlayStation 2 nel 2001.

## Modalità di gioco
Il gioco segue la storia della linea temporale dell'Universal Century, e si svolge dopo la guerra di un anno. Il giocatore controlla vari mobile suit e personaggi dalle serie televisive dell'anime. Il gioco mette a disposizione tre modalità di gioco: "modalità arcade", "modalità versus" e "modalità campagna".
La "modalità arcade" permette di scegliere due mobile suit selezionabili o fra quelli della federazione o fra quelli di Zion, a seconda di quale schieramento si è scelto. Il primo mobile suit scelto serve per i combattimenti su terreno, mentre il secondo per i combattimenti nello spazio. La "modalità versus" permette a due giocatori (o al giocatore ed al computer) di scegliere due mobile suit, indipendentemente dallo schieramento, e combattere fra loro. La "modalità campagna" ruota intorno ad un soldato (controllato dal giocatore) schierato sul campo di battaglia della guerra di un anno. Man mano che si va avanti con la missione, vengono sbloccati alcuni mobile suit, inizialmente non selezionabili.
Una volta che il giocatore completa la "modalità campagna", viene sbloccata una "modalità extra", in cui è possibile selezionare tutti i mobile suit presenti nel gioco, indipendentemente dagli schieramenti. Esistono tuttavia alcune differenze con le altre modalità di gioco. Per esempio se un mobile suit viene distrutto non viene automaticamente sostituito. Inoltre l'intelligenza artificiale degli avversari è maggiormente impegnativa.